# Denní stacionář
Denní stacionář je ambulantní sociální služba, která je poskytována lidem, kteří se z důvodu věku, zdravotního postižení, či dlouhodobého duševního onemocnění neobejdou bez neustálé pomoci jiné fyzické osoby. Tito lidé obvykle bydlí doma s rodinou, v chráněných, či podporovaných bytech a do služby docházejí jen na určitou část dne. Jejich situace jim zpravidla nedovoluje, aby pracovali a zároveň nejsou schopni trávit čas sami, bez pomoci další osoby. Blízcí, se kterými bydlí, se o ně chtějí starat, ale aby nemuseli celý svůj soukromý i pracovní život podřídit péči o něj, je zde zřízena tato služba. Umožňuje lidem, kteří jsou závislí na pomoci druhých, žít v jejich přirozeném prostředí a zároveň jejich pečovatelům nadále chodit do práce, či se věnovat jiným aktivitám.
Podle zákona č. 108/2006 Sb., O sociálních službách jsou úkolem denního stacionáře tyto činnosti. Pomoc při zvládání běžných úkonů péče o vlastní osobu, pomoc při osobní hygieně nebo poskytnutí podmínek pro osobní hygienu, poskytnutí stravy, výchovné, vzdělávací a aktivizační činnosti, zprostředkování kontaktu se společenským prostředím, sociálně terapeutické činnosti, pomoc při uplatňování práv, oprávněných zájmů a při obstarávání osobních záležitostí. Má za úkol o klienta se komplexně postarat a zároveň jej podporovat v rozvíjení jeho schopností, dovedností a sociálních kontaktů.